# Carlos Roberto Jamil Cury
Carlos Roberto Jamil Cury é um filósofo e professor brasileiro. É professor emérito da Universidade Federal de Minas Gerais (UFMG) e foi presidente da Coordenação de Aperfeiçoamento de Pessoal de Nível Superior.
É membro do Comitê Científico do Instituto de Estudos Avançados Transdisciplinares da UFMG. Entre os anos de 1996 e 2004 foi membro do Conselho Nacional de Educação na Câmara de Educação Básica da qual foi presidente por duas vezes. Presidiu, também, a CAPES no ano de 2003 e, nesta mesma entidade, foi membro do Conselho Técnico-Científico da Educação Básica (2009-2011). Foi membro do Conselho Estadual de Educação de Minas Gerais, membro da Comissão de Educação da Sociedade Brasileira para o Progresso da Ciência, e foi, também, membro da Câmara de Ciências Humanas da Fundação de Amparo à Pesquisa do Estado de Minas Gerais e é, atualmente, membro do Conselho Superior da CAPES. 

## Formação acadêmica
Graduado em filosofia pela Faculdade de Filosofia Ciências e Letras Nossa Senhora Medianeira (1971), é Mestre em Educação: História, Política, Sociedade pela Pontifícia Universidade Católica de São Paulo (1977) e Doutor em Educação: História, Política, Sociedade pela mesma instituição (1979). Concluiu pós-doutorado pela Faculdade de Direito da Universidade de São Paulo em 1994. Concluiu estudos pós-doutorais junto à Université de Paris (René Descartes, 1995) e na École des Hauts Études en Sciences Sociales, EHESS, França (1998-1999). Realizou estágio pós-doutoral na Universidade Federal do Rio de Janeiro em 2011. 

## Vida profissional
É professor titular (aposentado) da Faculdade de Educação da Universidade Federal de Minas Gerais, da qual é professor emérito. Nessa universidade atuou também como pró-reitor adjunto de pesquisa. É professor adjunto da Pontifícia Universidade Católica de Minas Gerais atuando na Graduação e Pós-Graduação (mestrado e doutorado). Tem experiência na área de Direito à Educação, atuando principalmente nos seguintes temas: lei de diretrizes e bases, política educacional, legislação educacional e educação de jovens e adultos. É Bolsista de Produtividade 1A do Conselho Nacional de Desenvolvimento Científico e Tecnológico (CNPq).